# サーチャージ (運賃)
サーチャージ (Surcharge) とは、英語一般で「追加料金」を示す言葉。日本語のカタカナ語では旅客・貨物輸送に際して運賃に加えて旅客、荷主に付加される諸料金のこと。

## 詳細
広義には付加料金すべてを指すが、一般には付加料金のうち価格変動のリスクを船主、航空会社から荷主、乗客に転嫁するものを指す。特に海運、航空輸送業界で用いられる用語。
燃料費の高騰、為替レートの変動など船主、航空会社の営業努力によらない価格変動要因を運賃と別建てにすることで経営リスクを回避する手段。
荷主、旅客側からは割増額の算定根拠が不明確、一方的に料金改定の通知をされるなどの不利益が多いと批判が多いが、船主、航空会社は過度の価格競争を廃し、運賃安定の効果があるとしている。

## 海上運送
以下に海上運送業界で用いられる代表的なサーチャージを記す。その他については海上運賃一覧を参照のこと。
- 燃油サーチャージ (Fuel Surcharge, BAF:Bunker Adjustment Factor)
燃料費の高騰分を荷主、乗客に転嫁する割増料金。

- 通貨変動サーチャージ（CS:Currency Surcharge, CAF:Currency Adjustment Factor)
為替レートの変動を荷主、乗客に転嫁する割増料金。

- 港湾費用サーチャージ (THC:Terminal Handling Charge)
港湾でのコンテナ積み卸し経費に関する割増料金。船舶よりコンテナターミナルへの積み卸しは船舶運賃に含まれないとする理由により設定されている。しかし、港湾単位ではなく地域単位で料金が設定されることが多く、荷主側からは価格設定が不透明と批判が強い。

- 繁忙期サーチャージ（PSS:Peak Season Surcharge)
繁忙期、特に北米地域で付加される割増料金。しかし、概ね長期（6～10月）に渡って設定されることから、繁忙期の意味がないとの批判がある。

- 戦争リスクサーチャージ(war risk surcharge)
戦争、紛争地域を航行する船舶・航空輸送に関する割増料金。

- 保険サーチャージ(Insurance Surcharge)
航空保険特別料金。アメリカ同時多発テロ以降の航空保険料、保安費用増大への充当を目的に導入された。保安費用だけを指してセキュリティサーチャージ(Security Surcharge)と呼ぶこともある。

## 航空旅客
以下に航空旅客業界で用いられる代表的なサーチャージを記す。
- 空港税
空港施設の管理・維持のため、空港を利用する航空会社または利用する旅客から徴収する税金のこと。国・空港ごとに異なる名称を使用している場合もあり、エアポートタックス、出国税、入国税などと呼称される。

- 旅客サービス施設使用料(SW)
空港税に相当する費用の日本国内での呼称。なお、日本では名称の通り税金ではなく、空港施設の利用に対する対価とみなされるため、消費税の課税対象である。

- 航空保険特別料金
2001年9月11日のアメリカ同時多発テロの影響により、航空会社が加入する航空保険料の大幅な引き上げに伴うコスト増分を利用者(旅客)に転嫁する目的で設定されたもの。

- 燃油サーチャージ
燃料費の高騰分を乗客に転嫁する割増料金。